# Estlands Davis Cup-lag
Estlands Davis Cup-lag styrs av estländska ennisförbundet och representerar Estland i tennisturneringen Davis Cup, tidigare International Lawn Tennis Challenge. Estland debuterade i sammanhanget 1935, och men deltog bara en gång före andra världskriget. Laget återskapades 1993 efter åren som Estniska SSR och har inte nått längre än första omgången i Europa-Afrikazonens Grupp II.